# A Canterbury Tale
Pour plus de détails, voir Fiche technique et Distribution.
A Canterbury Tale est un film britannique de Michael Powell et Emeric Pressburger, sorti en 1944.

## Synopsis
L'histoire tourne autour de trois jeunes gens : le sergent britannique Peter Gibbs (Dennis Price), le sergent américain Bob Johnson (interprété par un véritable sergent, du nom de John Sweet), et une land girl, Miss Alison Smith (Sheila Sim). Très tard un vendredi, le groupe arrive sur le quai de gare d'une petite ville fictive du Kent, du nom de Chillingbourne, près de Canterbury. Peter est stationné dans un camp militaire proche, Alison doit commencer un travail dans une ferme de la région, quant à Bob il est descendu du train par erreur, en entendant l'annonce « Canterbury prochain arrêt » et en pensant qu'il était arrivé à Canterbury. Au moment où tous les trois quittent la gare, Alison est attaquée par un mystérieux homme en uniforme qui, avant de prendre la fuite, lui répand de la colle dans les cheveux. Il apparait que l'incident s'est produit quelques fois déjà auparavant. Alison demande à Bob s'il peut rester à Chillingbourne durant le week-end pour l'aider à résoudre le mystère. Le lendemain, tandis qu'elle conduit un chariot dans les champs, Alison rencontre Peter qui fait escorter le chariot par trois chenillettes. Alison accepte de revoir Peter. Les trois décident de mener l'enquête au sujet de l'agression, aidés par des gens du coin, parmi lesquels plusieurs garçons qui jouent à la guerre à grande échelle.

## Fiche technique
- Titre original : A Canterbury Tale
- Réalisation : Michael Powell et Emeric Pressburger
- Scénario : Michael Powell et Emeric Pressburger
- Directeur artistique : Alfred Junge
- Photographie : Erwin Hillier, assisté notamment de Desmond Dickinson (cadreur, non crédité)
- Son : C.C. Stevens, Desmond Dew, Alan Whatley
- Musique : Allan Gray
- Montage : John Seabourne
- Production : Michael Powell et Emeric Pressburger (et Jock Laurence pour les scènes additionnelles de la version américaine)
- Sociétés de production : Archers Film Productions, Independent Producers
- Société de distribution : General Film Distributors
- Pays de production :  Royaume-Uni
- Langue originale : anglais
- Format : noir et blanc — 35 mm — 1,37:1 — son Mono (Western Electric Recording)
- Genre : Drame, Guerre
- Durée : 124 minutes (95 minutes pour la version américaine)
- Date de sortie :
  - Royaume-Uni : 21 août 1944 (première à Londres)

## Distribution
- Eric Portman : Thomas Colpeper
- Sheila Sim : Alison Smith
- Dennis Price : Peter Gibbs
- Sergeant John Sweet : Bob Johnson
- Esmond Knight : le narrateur (sauf dans la version US)/ Seven-Sisters Soldier/ l'idiot du village
- Charles Hawtrey : Thomas Beckett
- Hay Petrie : Woodcock
- George Merritt : Ned Horton
- Edward Rigby : Jim Horton
- Freda Jackson : Prudence Honeywood
- Raymond Massey : le narrateur (version US)
- Betty Jardine : Fee Baker
- Eliot Makeham : Organiste
- Harvey Golden : Sergent Roczinsky
- Leonard Smith : Leslie
- James Tamsitt : Terry
- David Todd : David
- Beresford Egan : Ovenden
- Anthony Holles : Sergent Bassett
- Maude Lambert : Miss Grainger